# Synallaxis albilora
El pijuí ocráceo (Synallaxis albilora), también denominado pijuí espinoso (en Paraguay), pijuí de pecho ocre o pijuí cariblanco, es una especie de ave paseriforme de la familia Furnariidae perteneciente al numeroso género Synallaxis. Es nativa del centro de América del Sur.

## Distribución y hábitat
Se distribuye en el sureste de Bolivia (este de Santa Cruz), suroeste de Brasil (oeste de Mato Grosso y Mato Grosso do Sul) y norte de Paraguay (este de Alto Paraguay, noreste de Presidente Hayes, norte de Concepción).
Esta especie es considerada localmente común en su hábitat natural: el sotobosque de bosques caducifolios y en galería y matorrales riparios, principalmente abajo de los 500 m de altitud.

## Descripción
Mide entre 15 y 16 cm de longitud y pesa entre 13 y 17 g. Es bien uniforme, la cabeza gris, el lorum blanco; el dorso es pardo, las alas y la cola rufas. Por abajo es pardo anaranjado vivo. La subespecie simoni es más rufo uniforme por arriba y más blanquecina por abajo. Exhibe una lista superciliar ocre poco notoria.

## Comportamiento
Es evasivo, forrajea en el suelo o cerca. Usualmente en parejas que permanecen en contacto a través de sus llamados frecuentes. Generalmente no se junta a bandos mixtos. Debido a su hábitat más abierto es más fácilmente visible que S. gujanensis, de costumbres semejantes.

### Vocalización
El canto es un  «tiiu, tit-tuít» seco y penetrante, repetido en ritmo tranquilo.

## Sistemática

### Descripción original
La especie S. albilora fue descrita por primera vez por el ornitólogo austríaco August von Pelzeln en 1856 bajo el mismo nombre científico; su localidad tipo es: «Cuiabá, Mato Grosso, Brasil».

### Etimología
El nombre genérico femenino «Synallaxis» deriva del término francés «Synallaxe» dado por Vieillot (1818) a estas aves con referencia a las características diferenciadas que garantizan las separación genérica, que por su vez deriva del griego «συναλλαξις sunallaxis, συναλλαξεως sunallaxeōs» que significa ‘intercambio’; una acepción diferente sería que deriva del nombre griego «Synalasis», una de las ninfas griegas Ionides; y nombre de la especie «albilora», se compone de las palabras del latín «albus» que significa ‘blanco’,  y «lorus» que significa ‘loros, mejillas’

### Taxonomía
Es pariente próxima a Synallaxis maranonica y S. gujanensis y ya fueron tratadas como conespecíficas; los datos genético-moleculares muestran que estos taxones forman un grupo monofilético. Es similar en voz y plumaje a las subespecies meridionales de la última; se requiere un amplio análisis de los límites de las especies.
La anteriormente subespecie S. albilora simoni ya era considerada como especie separada de la presente: el pijuí del Araguaia (Synallaxis simoni), por las clasificaciones Aves del Mundo (HBW) y Birdlife International (BLI), con base en diferencias de plumaje y de vocalización, lo que es también adoptado por el  Comité Brasileño de Registros Ornitológicos (CBRO), y más recientemente por el Congreso Ornitológico Internacional (IOC) y Clements Checklist/eBird.
Es monotípica.